# Full Force Galesburg
Full Force Galesburg — четвёртый студийный альбом американской инди-рок группы The Mountain Goats из Клермонта (Калифорния). Он был выпущен 10 июня 1997 года на лейбле Emperor Jones. Он состоит из песен, написанных Джоном Дарниэллом. Дарниэль заявил, что большая часть, если не весь альбом была написана в Гриннелле, штат Айова. Большинство песен были исполнены Дарниэллом, исполнявшим и игравшим на гитаре соло, и записаны на его бумбоксе Panasonic RX-FT500; однако в нескольких песнях также используются струнные инструменты Аластера Гэлбрейта. Питер Хьюз из Nothing Painted Blue также добавляет бэк-вокал и гитарную партию в несколько треков.

## Отзывы
| Оценки критиков | Оценки критиков |
| Источник        | Оценка          |
| --------------- | --------------- |
| Allmusic        | [ 2 ]           |
| Fretplay        | [ 3 ]           |

Альбом получил разноплановые отзывы от музыкальных критиков. Критик AllMusic Тим ДиГравина оценил альбом на 2,5 из 5 и отметил, что «Лоу-файная акустическая страсть Джона Дарниэля в полной мере отразилась на альбоме Full Force Galesburg. Как обычно, одну песню мало что отличает от другой, и, как обычно, Дарниеллу не нужно ничего отличать, поскольку он обходится одними эмоциями. На Full Force Galesburg можно найти тихие моменты, такие как „Weekend in Western Illinois“, но по большей части альбом демонстрирует яростный поэтический вокал и быструю гитарную игру прошлых релизов. Хотя музыка, возможно, и не доведет слушателя до слез, она может опечалить или поднять настроение в моменты одиночества. Full Force Galesburg не для всех, хотя бы из-за lo-fi записи и глубины проявленных эмоций. Это альбом нежного, но страстного катарсиса, и он никогда не становится менее убедительным».

## Список композиций
| №                   | Название                       | Длительность |
| ------------------- | ------------------------------ | ------------ |
| 1.                  | «New Britain»                  | 2:36         |
| 2.                  | «Snow Owl»                     | 2:17         |
| 3.                  | «West Country Dream»           | 2:03         |
| 4.                  | «Masher»                       | 3:21         |
| 5.                  | «Chinese House Flowers»        | 2:57         |
| 6.                  | «Ontario»                      | 2:30         |
| 7.                  | «Down Here»                    | 1:35         |
| 8.                  | «Twin Human Highway Flares»    | 2:42         |
| 9.                  | «Weekend in Western Illinois»  | 2:43         |
| 10.                 | «US Mill»                      | 2:27         |
| 11.                 | «Song for the Julian Calendar» | 2:17         |
| 12.                 | «Maize Stalk Drinking Blood»   | 2:26         |
| 13.                 | «Evening in Stalingrad»        | 2:31         |
| 14.                 | «Minnesota»                    | 3:57         |
| 15.                 | «Original Air-Blue Gown»       | 2:51         |
| 16.                 | «It's All Here in Brownsville» | 1:53         |
| Общая длительность: | Общая длительность:            | 40:34        |